# Eparchia symferopolska i krymska

Eparchia symferopolska i krymska na tle podziału administracyjnego UKP PM

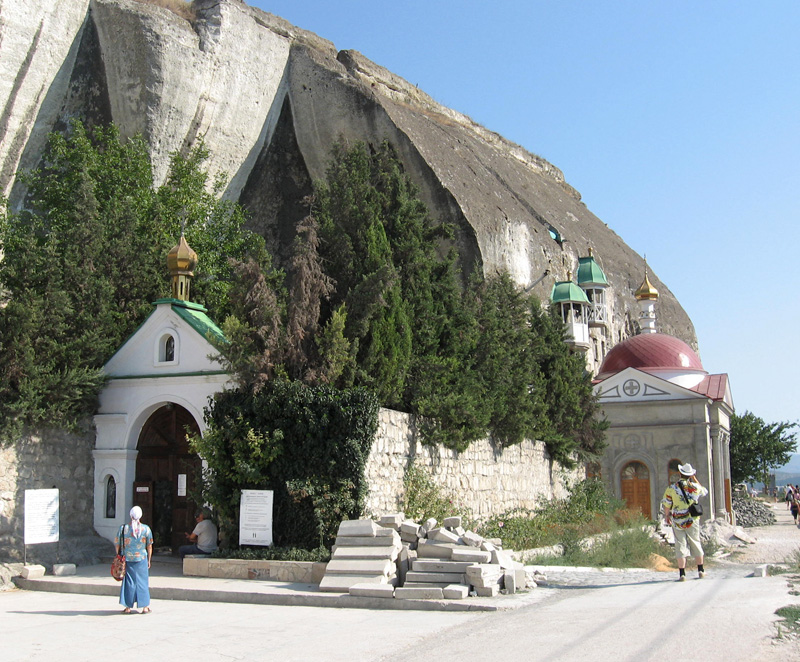
Skalny monaster św. Klemensa w Inkermanie

Eparchia symferopolska i krymska – jedna z eparchii Rosyjskiego Kościoła Prawosławnego. Jej obecnym biskupem ordynariuszem jest metropolita symferopolski i krymski Tichon (Szewkunow), zaś funkcję katedry pełni sobór Świętych Piotra i Pawła w Symferopolu.

## Historia
Eparchia została powołana 16 listopada 1859 pod nazwą taurydzkiej i symferopolskiej. Jej utworzenie było częścią zmiany polityki Imperium Rosyjskiego wobec Krymu. W I połowie XIX w. rosyjska administracja nie prowadziła szerzej zakrojonych działań na rzecz promowania prawosławia kosztem islamu, wyznawanego przez miejscową ludność tatarską. Zmieniło się to po wojnie krymskiej. Od 1862 r. władze carskie drogą specjalnych zachęt i subwencji doprowadziły do masowego napływu chrześcijańskich - prawosławnych, ormiańskich i protestanckich - osadników na Krym. Zajmowali oni dawne tatarskie wioski, w których meczety przekształcano w świątynie chrześcijańskie. Jeszcze wcześniej, bezpośrednio po zakończeniu działań wojennych, biskup chersoński i taurydzki Innocenty, z poparciem gubernatora noworosyjskiego i besarabskiego Aleksandra Stroganowa, otworzył na półwyspie nowe prawosławne klasztory i nadzorował proces tworzenia struktur nowej eparchii; nie dożył jednak jej formalnego utworzenia (zm. w 1857). 
W XX wieku nazwę eparchii zmieniono na symferopolską i taurydzką, następnie na symferopolską i krymską. Pierwotnie obejmowała cały obszar Krymu. W 2008 została z niej wydzielona eparchia dżankojska, a w 2012 – eparchia teodozyjska, co oznacza, iż w jurysdykcji eparchii symferopolskiej i krymskiej pozostały miasta Eupatoria, Symferopol i Sewastopol oraz rejon bakczysarajski, rejon biłohirski, rejon symferopolski, rejon kirowski, rejon sakski i rejon czornomorski.
W 2022 r. Święty Synod Rosyjskiego Kościoła Prawosławnego ogłosił wyłączenie eparchii z jurysdykcji autonomicznego Ukraińskiego Kościoła Prawosławnego Patriarchatu Moskiewskiego i podporządkowanie jej bezpośrednio Cerkwi Rosyjskiej.
W skład eparchii wchodzi 9 dekanatów:
- ałusztyński
- bakczysarajski
- eupatorski
- jałtański
- kirowsko-biłohirski
- sakski
- sewastopolski
- symferopolski I
- symferopolski II.

Istnieją również następujące klasztory:
- monaster św. Jerzego w Bałakławie, męski
- monaster Zaśnięcia Matki Bożej w Bakczysaraju, męski
- monaster św. Klemensa w Sewastopolu–Inkermanie, męski
- monaster św. Jerzego w Kerczu, żeński
- monaster św. Stefana Suroskiego w Sudaku, męski
- monaster Świętych Kosmy i Damiana w Ałuszcie, męski
- monaster św. Teodora Stratylatesa w Małym Sadowym, męski[6]
- monaster św. Paraskiewy w Uczebnym, żeński
- monaster Trójcy Świętej w Symferopolu, żeński
- monaster św. Łazarza Muromskiego w Skałystem, męski[7].

## Biskupi symferopolscy[3]
- Elpidifor (Bieniediktow), 1860
- Aleksy (Rżanicyn), 1860–1867
- Guriasz (Karpow), 1867–1882
- Hermogen (Dobronrawin), 1882–1885
- Aleksy (Ławrow-Płatonow), 1885
- Martynian (Muratowski), 1885–1897
- Michał (Gribanowski), 1897–1898
- Mikołaj (Ziorow), 1898–1905
- Aleksy (Mołczanow), 1905–1910
- Teofan (Bystrow), 1910–1912
- Dymitr (Abaszydze), 1912–1919
- Nikodem (Krotkow), 1921–1924
- locum tenens Aleksander (Rajewski), 1924–1927
- Aleksander (Trapicyn), 1927–1928
- locum tenens Dionizy (Prozorowski), 1928–1930
- Arseniusz (Smoleniec), 1930–1931
- Porfiry (Gulewicz), 1931–1936
- Joazaf (Żurmanow), 1944–1946
- Łukasz (Wojno-Jasieniecki), 1946–1961
- locum tenens Alipiusz (Chotowicki), 1961
- Guriasz (Jegorow), 1961–1965
- locum tenens Teodozjusz (Prociuk), 1965
- Leoncjusz (Gudimow), 1965–1967
- Antoni (Wakaryk), 1967–1973
- Gleb (Sawin), 1990
- Warłaam (Iljuszenko), 1990
- Bazyli (Złatolinski), 1990–1992
- Łazarz (Szweć), 1992-2023
- Tichon (Szewkunow), od 2023